# Coupe de Russie de football 1996-1997
Navigation
Coupe de Russie 1995-1996 Coupe de Russie 1997-1998
La Coupe de Russie 1996-1997 est la 5e édition de la Coupe de Russie depuis la dissolution de l'URSS.
Le Lokomotiv Moscou remporte la compétition face au Dynamo Moscou et se qualifie pour le premier tour de la Coupe des coupes 1997-1998.
La compétition suivant un calendrier sur deux années, contrairement à celui des championnats russes qui s'inscrit sur une seule année, celle-ci se trouve de fait à cheval entre deux saisons de championnat ; ainsi pour certaines équipes promues ou reléguées durant la saison 1996, la division indiquée peut varier d'un tour à l'autre.

## Huitièmes de finale
| Date          | Club                          | Score              | Club                          |
| ------------- | ----------------------------- | ------------------ | ----------------------------- |
| 15 avril 1997 | Dynamo Moscou (D1)            | 1 - 0              | (D3) FK Orel                  |
| 15 avril 1997 | Lokomotiv Moscou (D1)         | 5 - 0              | (D3) UralAZ Miass             |
| 15 avril 1997 | Rotor Volgograd (D1)          | 4 - 0              | (D3) Avtozaptchast Baksan     |
| 15 avril 1997 | Spartak Moscou (D1)           | 4 - 1              | (D1) Rostselmach Rostov       |
| 16 avril 1997 | Zénith Saint-Pétersbourg (D1) | 0 - 0 ap 4 - 3 tab | (D2) Lokomotiv Tchita         |
| 16 avril 1997 | Krylia Sovetov Samara (D1)    | 1 - 0              | (D1) Alania Vladikavkaz       |
| 16 avril 1997 | Torpedo-Loujniki Moscou (D1)  | 6 - 1              | (D2) Lada Togliatti           |
| 16 avril 1997 | CSKA Moscou (D1)              | 0 - 0 ap 7 - 8 tab | (D2) Zaria Leninsk-Kouznetski |

## Quarts de finale
| Date        | Club                          | Score | Club                          |
| ----------- | ----------------------------- | ----- | ----------------------------- |
| 6 mai 1997  | Zaria Leninsk-Kouznetski (D2) | 0 - 2 | (D1) Dynamo Moscou            |
| 7 mai 1997  | Spartak Moscou (D1)           | 0 - 1 | (D1) Zénith Saint-Pétersbourg |
| 20 mai 1997 | Krylia Sovetov Samara (D1)    | 1 - 0 | (D1) Rotor Volgograd          |
| 21 mai 1997 | Torpedo-Loujniki Moscou (D1)  | 1 - 2 | (D1) Lokomotiv Moscou         |

## Demi-finales
| Date        | Club                  | Score | Club                          |
| ----------- | --------------------- | ----- | ----------------------------- |
| 27 mai 1997 | Dynamo Moscou (D1)    | 1 - 0 | (D1) Zénith Saint-Pétersbourg |
| 28 mai 1997 | Lokomotiv Moscou (D1) | 1 - 0 | (D1) Krylia Sovetov Samara    |

## Finale
| Titulaires :  |                       |     |
|               |                       |     |
|               | Sergueï Ovtchinnikov  |     |
|               | Alekseï Arifoulline   |     |
|               | Iouri Drozdov         |     |
|               | Ievgueni Kharlatchiov |     |
|               | Andreï Solomatine     |     |
|               | Igor Tchougaïnov      |     |
|               | Alekseï Kosolapov     |     |
|               | Sergueï Gurenko       |     |
|               | Aleksandr Borodiouk   | 71e |
|               | Igor Tcherevtchenko   | 47e |
|               | Aleksandr Smirnov     | 87e |
|               |                       |     |
| Remplaçants : |                       |     |
|               | Vladimir Maminov      | 47e |
|               | Zaza Janashia         | 71e |
|               | Oleg Garine           | 87e |
|               |                       |     |
| Entraîneur :  |                       |     |
| Iouri Siomine |                       |     |

| Titulaires :    |                      |     |
|                 |                      |     |
|                 | Andreï Smetanine     |     |
|                 | Erik Iakhimovitch    |     |
|                 | Youri Kovtun         |     |
|                 | Andreï Ostrovski     |     |
|                 | Sergueï Shtaniuk     |     |
|                 | Andreï Kobelev       |     |
|                 | Sergueï Grichine     |     |
|                 | Vladimir Skokov      | 64e |
|                 | Oleg Sergueïev       | 48e |
|                 | Sergueï Nekrasov     | 52e |
|                 | Oleg Teriokhine      |     |
|                 |                      |     |
| Remplaçants :   |                      |     |
|                 | Andreï Demkine       | 48e |
|                 | Aliaksandr Kulchiy   | 52e |
|                 | Aleksandr Totchiline | 64e |
|                 |                      |     |
| Entraîneur :    |                      |     |
| Adamas Golodets |                      |     |

| Titulaires :  |                       |     |
|               |                       |     |
|               | Sergueï Ovtchinnikov  |     |
|               | Alekseï Arifoulline   |     |
|               | Iouri Drozdov         |     |
|               | Ievgueni Kharlatchiov |     |
|               | Andreï Solomatine     |     |
|               | Igor Tchougaïnov      |     |
|               | Alekseï Kosolapov     |     |
|               | Sergueï Gurenko       |     |
|               | Aleksandr Borodiouk   | 71e |
|               | Igor Tcherevtchenko   | 47e |
|               | Aleksandr Smirnov     | 87e |
|               |                       |     |
| Remplaçants : |                       |     |
|               | Vladimir Maminov      | 47e |
|               | Zaza Janashia         | 71e |
|               | Oleg Garine           | 87e |
|               |                       |     |
| Entraîneur :  |                       |     |
| Iouri Siomine |                       |     |

| Titulaires :    |                      |     |
|                 |                      |     |
|                 | Andreï Smetanine     |     |
|                 | Erik Iakhimovitch    |     |
|                 | Youri Kovtun         |     |
|                 | Andreï Ostrovski     |     |
|                 | Sergueï Shtaniuk     |     |
|                 | Andreï Kobelev       |     |
|                 | Sergueï Grichine     |     |
|                 | Vladimir Skokov      | 64e |
|                 | Oleg Sergueïev       | 48e |
|                 | Sergueï Nekrasov     | 52e |
|                 | Oleg Teriokhine      |     |
|                 |                      |     |
| Remplaçants :   |                      |     |
|                 | Andreï Demkine       | 48e |
|                 | Aliaksandr Kulchiy   | 52e |
|                 | Aleksandr Totchiline | 64e |
|                 |                      |     |
| Entraîneur :    |                      |     |
| Adamas Golodets |                      |     |